# Karl Keller-Tarnuzzer

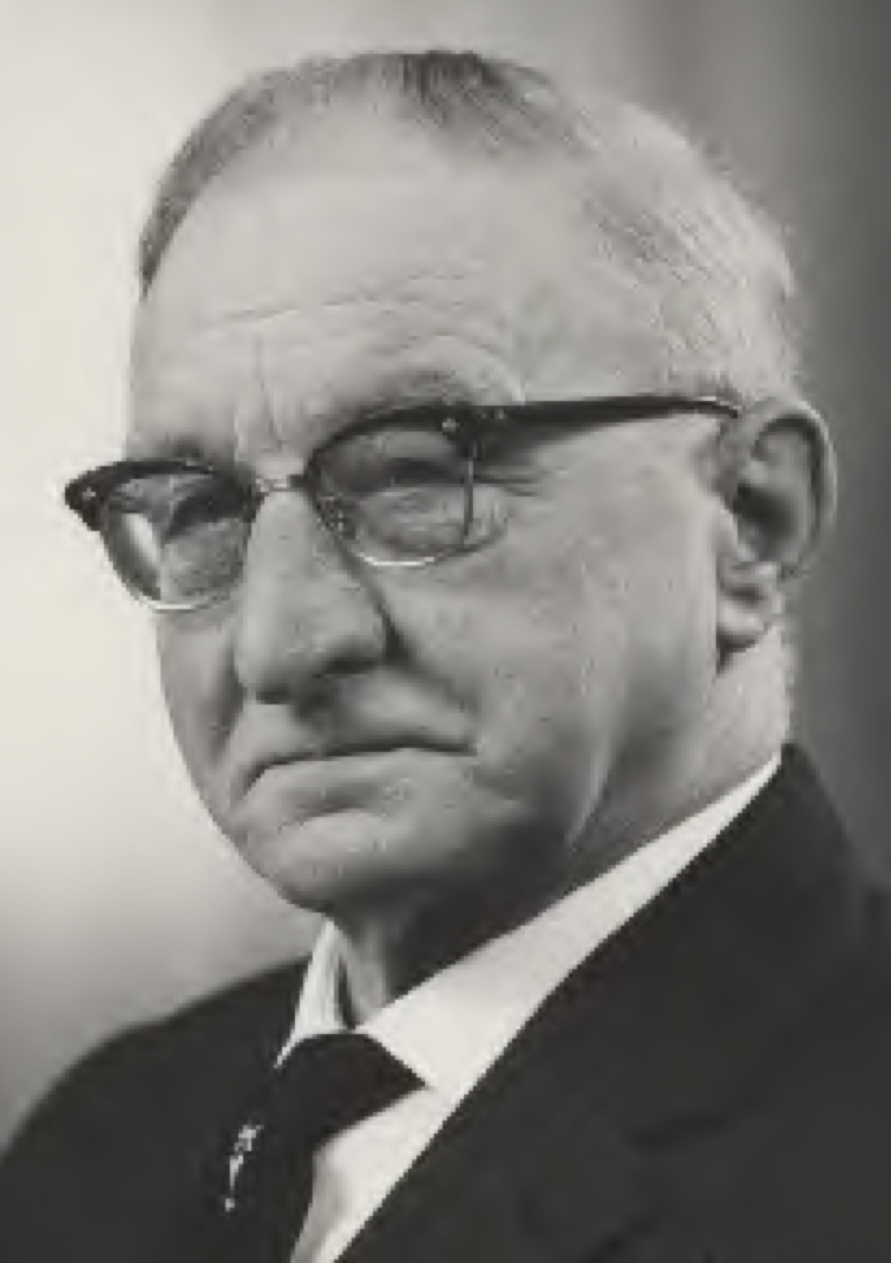
Karl Keller-Tarnuzzer

Karl Keller-Tarnuzzer (* 12. Dezember 1891 in Landau in der Pfalz; † 3. April 1973 in Frauenfeld; heimatberechtigt in Gelterkinden) war ein Schweizer Lehrer und Amateur-Archäologe.

## Leben und Werk
Karl Keller war der Sohn eines rheinländischen Kellermeisters. Als dieser verstarb, kehrte seine Mutter, die aus dem Kanton Basel-Landschaft stammte, mit den Kindern in die Schweiz zurück. Keller studierte von 1908 bis 1911 am Lehrerseminar Muristalden in Bern und unterrichtete anschliessend in Köniz. 1911 erwarb er das schweizerische Bürgerrecht. An der Bündner Kantonsschule lernte Keller den Naturwissenschaftler Christian Tarnuzzer kennen. Dieser ermutigte ihn zu wissenschaftlichen Forschungen. 1920 heiratete er dessen Tochter Kate Tarnuzzer.
1923 wurde Keller ehrenamtlich Konservator der ur- und frühgeschichtlichen Sammlung des neugegründeten Naturmuseums «Luzernerhaus» in Frauenfeld und Kantonsarchäologe im Auftrag der Thurgauischen Museumsgesellschaft. Als Konservator des Kantons Thurgau war Keller von 1958 bis 1964 tätig.
In der Fachwelt unter seinem Kürzel KKT bekannt, befasste er sich mit archäologischen Funden im Thurgau und gab 1925 zusammen mit Hans Reinerth eine Urgeschichte des Thurgaus heraus. Für jugendliche Leser schrieb Keller die Pfahlbauer-Erzählung Die Inselleute vom Bodensee. Das Buch erlebte mehrere Neuauflagen. 1928 wählte die Schweizerische Gesellschaft für Urgeschichte Keller zu ihrem Sekretär. Dieses Amt hatte er bis 1956 inne.
Keller veranstaltete urgeschichtliche Lehrkurse und beteiligte sich führend an umfangreichen archäologischen Ausgrabungen, dies Ende des Zweiten Weltkriegs mit polnischen Internierten. So in Castaneda, bei der prähistorischen Seeufersiedlung Pfyn-Breitenloh sowie westlich von Frauenfeld bei der Moorsiedlung Gachnang/Niederwil-Egelsee. Mit seiner Forschung prägte Keller die Schweizer Ur- und Frühgeschichte; die Pfyner Kultur bekam ihren Namen aufgrund seiner Ausgrabungen.
Als Keller 1962 einen Schlaganfall erlitt, musste er seine archäologischen Tätigkeiten aufgeben. Keller war Ehrenbürger von Castaneda GR.